# チェリッシュブック
『チェリッシュブック』(Cherish Book) は、1976年から1979年にかけて白泉社から刊行された、少女漫画家によるオールカラーのイラスト詩集シリーズである。新書判、ハードカバー函入。執筆陣は、同社の漫画雑誌『花とゆめ』『LaLa』に寄稿していた漫画家が名を連ねている。
作品はすべて描き下ろし。いずれも絶版であり復刊はされていない。古書店やインターネットオークションなどで流通している。
なお、日本の出版業界でISBNが導入されたのはは1980年代以降のため、これらの書籍にはISBNは付与されていない。

## 作品一覧

### チェリッシュブック
オリジナルイラストしおり付き。
- 忠津陽子『ようこそ 愛』1976年[2]
- 大島弓子『小幻想　イラスト詩集』1977年[3]
- 木原敏江『雪月花　イラスト詩集』1977年
- 倉多江美『原形質　文と絵』1977年[1]
- 坂田靖子『おやすみ前の本　イラスト詩集』1977年
- 竹宮恵子『時の少年　イラスト詩集』1977年
- 萩尾望都『少年よ　イラスト詩集』1977年
- 水野英子『愛の秤　イラスト詩集』1977年
- 三原順『ハッシャ バイ　イラスト詩集』1977年
- 山岸凉子『ニュンペ　私のギリシャ館』1977年
- 山田ミネコ『ひそやかな童話　イラスト詩集』1978年
- 伊藤愛子『淋しい猫のためのセレナーデ』1978年

### チェリッシュブック ピュア
- 『チェリッシュブック ピュア版　ロックの絵本』1978年
ロック（洋楽）の名曲の訳詞に少女漫画家がイラストを描いたアンソロジー。ハードカバー（函無し）。
  - 大島弓子、竹宮恵子、まつざきあけみ、みかみなち[注釈 1]、名香智子、すみだうみん、森川久美、成田美名子、青池保子が参加。
- 『チェリッシュブック ピュア　さだまさし やさしさの世界』1978年
さだまさしの歌詞に少女漫画家がイラストを描いたアンソロジー。ハードカバー（函無し）。

### チェリッシュブック特別版
- 三原順『チェリッシュブック特別版 三原順のトランプランド』1979年[4]
本とオールカラーの『はみだしっ子』トランプのセット。ハードカバー函入。